# Медицинска школа „Стевица Јовановић” Панчево
Медицинска школа „Стевица Јовановић” је средња школа основана 1959. године. Налази се у Панчеву, у улици Пастерова 2. Име је добила по Стевици Јовановићу, једном од организатора устанка у Војводини и народном хероју Југославије који је делујући из Панчева, радио је на јачању партијских и скојевских организација, као и на јачању утицаја КПЈ-а у синдикалној организацији, студентским удружењима, а посебно у радничком КУД-у „Абрашевић”.

## Историјат
Марта 1959. године је основана одлуком Народног одбора Среза Панчево. Почетком 19. века у граду је забележен успон у општем развоју, као и развоју здравствене и сестринске службе. Изградњом болнице се јавља потреба за сестринским кадром и стручним радом са болесницима. Године 1959. директор болнице доктор Бора Дрндарски подстиче и организује отварање Медицинске школе у Панчеву са завршена два разреда гимназије.
Године 1960. се отвара прва четворогодишња Медицинска школа чији је први директор и истовремено први предавач био њен оснивач. Руководилац практичног рада је била главна сестра болнице Олга Рапајић, а наставна база Општа болница. Године 1971. се отвара истурено одељење за образовање одраслих у неуропсихијатријској болници у Ковину, за смер медицинска сестра — техничар, као и истурено одељење у Вршцу. Године 1997. се уводи поред општег смера и смер гинеколошко — акушерска сестра који су завршиле две генерације.
Године 2003. Медицинска школа се укључује у КАРДС, програм Европске уније за увођење огледног образовног профила здравствени неговатељ, који је прешао у редован образовни профил. Драмска секција „Драмамед” је основана септембра 2015, биолошка секција 11. септембра 2016. и уметнички клуб 26. фебруара 2018.

## Догађаји
Догађаји медицинске школе „Стевица Јовановић”:
- Европски дан борбе против трговине људима
- Европски дан језика[11]
- Светски дан борбе против ХИВ-а
- Светски дан прве помоћи[12]
- Светски дан Рома[13]
- Светски дан књиге[13]
- Светски дан борбе против дијабетеса[14]
- Међународни дан жена
- Међународни дан сестринства[15]
- Међународни дан борбе против вршњачког насиља[16]
- Међународна смотра ученика „Дух и тело”[17]
- Дан особа са Дауновим синдромом[18]
- Дан заљубљених
- Дан бабица[19]
- Дан поезије[18]
- Слатки дан[20]
- Сајам књига
- Сајам образовања
- Сајам професионалне оријентације
- Базар књига
- Стиховизија[17]
- Школска слава Свети Сава
- Акција добровољног давања крви
- Акција чишћења Тамишког кеја[21]
- Хуманитарни турнир у баскету
- Хуманитарна акција „Кексићи”
- Пројекат „Медицина и медицинско особље у Првом светском рату”
- Пројекат „Први ред хитности”[22]
- Пројекат „Сусрет пријатеља”[23]
- Семинар „Искористи час”
- Предавање о аутизму[18]
- Манифестација „Дaj педалу раку!”
- Квиз знања „Шта знаш о здрављу”[21]

## Галерија
- Медицинска школа
- Медицинска школа
- Двориште школе
- Медицинска школа